# 1080i
Az 1080i (más néven Full HD vagy BT.709) a keretfelbontás és a szkennelési típus kombinációja. Az 1080i-t nagyfelbontású televízióban (HDTV) és nagyfelbontású videóban használják. Az „1080” szám a képernyőn lévő vízszintes vonalak számára utal. Az "i" az "interlaced" rövidítése; ez azt jelzi, hogy az egyes kereteknek csak a páros sorai, majd csak a páratlan sorok húzódnak felváltva, így egyszerre csak a sorok fele frissül. A kapcsolódó kijelzőfelbontás az 1080p, amely szintén 1080 soros felbontással rendelkezik; a "p" progresszív letapogatásra utal, ami azt jelzi, hogy minden teljes képkocka egymás után jelenik meg a képernyőn.
A kifejezés 16:9-es szélesvásznú képarányt feltételez (egy téglalap alakú tévé, amely szélesebb, mint maga a magas), így az 1080 soros függőleges felbontás 1920 oszlopnyi vízszintes felbontást vagy 1920 pixelt × 1080 sort jelent. Egy 1080i képernyő összesen 2,1 megapixeles (2,1 millió pixeles), időbeli felbontása pedig 50 vagy 60 váltottsoros mező másodpercenként. Ezt a formátumot az SMPTE 292M szabvány használja.

## Szabványa
Az „1080i” megjelölésen belül az i a váltottsoros letapogatást jelenti. Az 1080i videó minden egyes képkockája két egymást követő mezőből áll, 1920 vízszintes és 540 függőleges képpontból. Az első mező az összes páros számú TV-sorból, a második pedig az összes páratlan sorból áll. Következésképpen az egyes mezőkben lévő pixelek vízszintes vonalait rögzítjük és egysoros függőleges réssel jelenítjük meg közöttük, így a következő mező sorai átlapozhatók közöttük, így összesen 1080 sor keletkezik.
Az 1080i különbözik az 1080p-től, ahol a p a progresszív pásztázást jelenti, ahol a képkocka minden sorát egyidejűleg rögzíti. A natív vagy tiszta 1080i-ben egy képkocka két mezője különböző pillanatoknak (időpontoknak) felel meg, így a mozgásábrázolás jó (50 vagy 60 mozgásfázis/másodperc). Ez általában a váltottsoros videóra igaz, és könnyen megfigyelhető a gyors mozgású jelenetekről készített állóképeken. Ha azonban az 1080p felbontású anyagot 25 vagy 30 képkocka/másodperc sebességgel rögzíti, a rendszer 50 vagy 60 mező/másodperc sebességgel 1080i-vé alakítja feldolgozás vagy sugárzás céljából. Ebben a helyzetben egy keret mindkét mezője ugyanannak a pillanatnak felel meg. A mező-azonnali kapcsolat valamivel összetettebb az 1080p esetében 24 képkocka/másodperc sebességgel, 1080i-re konvertálva 60 mező/másodperc sebességgel.
Az 1080i téraránya általában 60 Hz (azaz 60 mező/másodperc) az M-rendszert (NTSC és brazil PAL-M) használó vagy használó országok esetében 60 mező/másodperc sebességű analóg televíziós rendszerként (például Egyesült Államok, Kanada, Mexikó, Japán, Dél-Korea, Tajvan és Fülöp-szigetek), vagy 50 Hz azokhoz a régiókhoz, amelyek 625 soros (PAL vagy SECAM) televíziós rendszert használnak vagy használnak 50 mező/sec sebességgel (például Európa nagy része, Afrika nagy része, Kína, India, Ausztrália, Új-Zéland, Közel-Kelet és mások). Mindkét térfrekvenciát tovább tudják vinni a főbb digitális televízióadási formátumok, például az ATSC, a DVB és az ISDB-T International. A képkockasebesség a környezetből sejthető, míg a mezősebességet általában az i betű után adják meg, például "1080i60". Ebben az esetben az 1080i60 másodpercenként 60 mezőt jelent. Az Európai Műsorszolgáltatók Uniója (EBU) a felbontást és a képsebességet (nem a mezősebességet) részesíti előnyben perjellel elválasztva, mint például az 1080i/30 és 1080i/25, valamint a 480i/30 és 576i/25 esetében. Az 1080i60 vagy 1080i50 felbontások gyakran 1080i/30-ra vagy 1080i/25-re utalnak az EBU-jelölésben.
Az 1080i közvetlenül kompatibilis néhány CRT HDTV- vel, amelyeken váltott soros formában jeleníthető meg. A televízió videofeldolgozási képességeitől függően az eredményül kapott képminőség változhat, de nem feltétlenül romlik. Például a 25 képkocka/mp sebességű filmanyag 1080i50-ről deinterlaceálható, így veszteség nélkül visszaállíthatja a teljes 1080p felbontást az eredeti képkockasebesség mellett. Lehetőleg 50 vagy 60 mozgásfázis/másodperc sebességű videóanyagot 50p vagy 60p felbontásra konvertáljon a megjelenítés előtt.
Egyes kamerák és műsorszóró rendszerek, amelyek képkockánként 1080 függőleges vonalat használnak, valójában nem használják fel a névleges 1080i kép teljes 1920 képpontját képrögzítésre és kódolásra. Az általános részmintavételi arányok közé tartozik a 3/4 (1440x1080i képkockafelbontás) és 1/2 (960x1080i képkockafelbontás). Ahol használják, az alsó vízszintes felbontást a rendszer a teljes méretű kép rögzítéséhez vagy megjelenítéséhez méretezi. A fél vízszintes felbontás és minden képkockának csak egy mezőjének használata (esetleg hozzáadott anti-alias szűréssel vagy progresszív rögzítéssel) a qHD néven ismert formátumot eredményezi, amely 960x540 képkockafelbontással és 30 vagy 25 képkocka/másodpercsel rendelkezik. Az ITU H.261–H.264 videószabványokban használt makroblokkként ismert tömörített videocsomagok kiválasztott 16x16 pixeles mérete miatt az 1080 soros videót 1088 sorosnak kell kódolni, és a dekompresszornak 1080-ra kell vágnia. A 720 soros videóformátum tökéletesen osztható 16-tal, ezért nem kell sorokat vesztegetni.

## Fordítás
Ez a szócikk részben vagy egészben  a(z)   1080i című angol Wikipédia-szócikk fordításán alapul.  Az eredeti cikk szerkesztőit annak laptörténete sorolja fel. Ez a jelzés csupán a megfogalmazás eredetét és a szerzői jogokat jelzi, nem szolgál a cikkben szereplő információk forrásmegjelöléseként.